# Tomasz Polanowski (1715–1782)
Tomasz Polanowski herbu Pobóg (ur. ok. 1715, zm. 1782) – łowczy i podstoli bełski.
Urodził się ok. 1715 r. jako syn Michała Polanowskiego herbu Pobóg, cześnika bełskiego i Anieli Skarbek-Kiełczewskiej herbu Awdaniec, cześnikówny lubelskiej.
Otrzymał 26 lutego 1734 r. od króla Augusta III Sasa nominację na łowczego bełskiego, z urzędu tego zrezygnował na rzecz Mikołaja Polanowskiego, który dostał nominację 14 grudnia 1754. 9 października 1759 r. otrzymał nominację na podstolego bełskiego, który był do śmierci.
Poseł na sejm 1746 roku z województwa bełskiego.
Zmarł przed 10 maja 1782, bowiem nominację na ten urząd otrzymał w tym dniu Klemens Kajetan Leszczyński, pisarz grodzki horodelski.
Żonaty z Katarzyną Sierakowską herbu Lubicz, córką Stefana i N Kłoczowskiej, pozostawił córkę Eleonorę, żonę Macieja Świerzawskiego herbu Kuszaba i syna Feliksa, starostę stęgwilskiego, żonatego 1v. z Elżbietą Katarzyną Urszulą Mrozowicką herbu Prus III, starościanką stęgwilską, 2v. z Boną Świdzińską herbu Półkozic, starościanką lityńską.